# Сокол (Тверская область)
Сокол — деревня (посёлок) в Калининском районе Тверской области. Относится к Аввакумовскому сельскому поселению.
Расположена к северо-востоку от Твери, в 0,5 км от деревни Аввакумово.
В 1997 году — 11 хозяйств, 35 жителей. В 2002 году — 25 жителей.